# Trailer Park Boys
Trailer Park Boys es una popular serie de televisión canadiense, perteneciente al género del falso documental, que relata principalmente las desventuras de dos ex convictos y su mejor amigo, que viven en un lugar ficticio: el Parque de Caravanas Sunnyvale (Sunnyvale Trailer Park), localizado en Canadá.
Ha ganado varios premios Gemini canadienses. El creador y director de esta serie es Mike Clattenburg.
El único canal que emitió esta serie en España fue Paramount Comedy. En la actualidad están disponibles 12 temporadas en inglés subtitulada en Netflix.

## Argumento
El Sunnyvale Trailer Park es un parque de caravanas situado a las afueras de la ciudad  de Halifax, Nueva Escocia, Canadá. Una comunidad trabajadora en la que las rivalidades y la delincuencia están al orden del día pero en la que también es posible formar una familia, tener amigos y encontrar el amor... siempre y cuando uno tenga claro que la familia le va a hacer la vida imposible, el amor le va a amargar la existencia, los amigos acabarán por llevarle a la tumba y los "proyectos" económicos serán fallidos por definición.
Los protagonistas de Trailer Park Boys son "Bubbles", Ricky y Julian, estos dos últimos, son dos amigos que acaban de salir de la cárcel y que vuelven al parque de caravanas para intentar rehacer sus vidas. A pesar de que Julian intenta ir por el buen camino, Ricky sigue empeñado en arrastrarle una y otra vez al otro lado de la ley.
Tras salir de la cárcel, Julian decide grabar un documental sobre su vida diaria y por ende sobre la gente de Sunnyvale Trailer Park y también, sobre todo, de las personas relacionadas con él. Esta será la manera en la que veremos a los personajes, siempre como si realmente se tratara de un documental.
A Bubbles (el único centro ético y moral de tan desquiciado lugar, tan aficionado a Platón y Aristóteles como a los carteles de unicornios, los gatos y el Country), Ricky y Julian (los tres inseparables amigos desde la infancia) les secundan personajes extravagantes y la mayoría de dudosa integridad moral, como Mr. Lahey (el Vigilante del Parque interpretado por un excelente John Dunsworth, fallecido en 2017), Lucy, la malhumorada mujer de Ricky, Trinity, la hija de ambos, Randy, el ayudante del Vigilante (con una extraña alergia a las camisas, que le hace llevar el torso desnudo, y con la peculiaridad hilarante que ante cualquier eventual pelea, en lugar de quitarse la camisa antes de luchar, se quita los pantalones), la pandilla de J-Roc, y no hay que olvidar los "compinches" de fechorías, "usados" como Trevor, Cory y Jacob..... 
Ricky y Julian usan todo tipo de artimañas para conseguir dinero, lo que, junto a los demás personajes, provoca hilarantes situaciones.
Los personajes buscan alcanzar lo que llaman "Libertad 35", que consiste en llegar a los 35 años habiendo acumulado dinero suficiente para retirarse del crimen. De alguna forma, las situaciones que les acabarían llevando a conseguir su

## Datos
La serie tiene un total de doce temporadas, más un especial de Navidad de 2004. Además, en 2006, se rodó una película de la serie para cine, Trailer Park Boys: The Big Dirty, producida por Ivan Reitman y dirigida por Mike Clattenburg que fue distribuida por Alliance Atlantis con gran éxito en Canadá. Trailer Park Boys está rodado como un documental y usando el formato de video digital, que le da un aspecto original.
Hay dos temporadas de animación siguiendo el fin del Último Capítulo de la Temporada 12 y Existen dos "especiales" denominados "Trailer Park Boys. Out of the Park", uno en USA y otro en Europa, en que Bubbles, Julian y Ricky recorren varias ciudades, contratador por la productora del "falso documental" de la serie original, en que deben realizar una serie de "pruebas" a fin de conseguir dinero. Cada una de ellas consta de 8 Capítulos. 
Dobladas al castellano están las seis primeras temporadas. No se tiene conocimiento de que la película esté disponible en castellano.
Clattenburg ya había rodado con los personajes y muchos de los actores de la serie en anteriores cortos y películas. La línea sería la siguiente:
- The Cart Boy (1995) - Corto basado en el personaje que en la serie se correspondería con Bubbles. También aparecen otros personajes como Julian o Ricky, pero con nombres y algunos roles cambiados. No está doblado al castellano.
- One Last Shot (1998) - Segundo corto basado en la vida en Sunnyvale Trailer Park. No está doblado al castellano.
- Trailer Park Boys (1999) - Producción de unos 70 minutos que se podría considerar como un episodio piloto. En esta ocasión ya se centra en los personajes de Ricky y Julian, previo a su ingreso en prisión y de como se ganaban la vida como exterminadores de animales. Aparecen otros personajes de las series, como Cory y Trevor. Bubbles no aparece. Al final de esta producción se ve cómo arrestan a Julian y Ricky tras un tiroteo. El primer capítulo de la temporada 1 tiene flashbacks a este momento.
- Trailer Park Boys, serie (2001-2006) - Las seis temporadas de la serie.
  - Temporada 1 (2001) - Está doblada al castellano y ha sido emitida en España. NETFLIX tiene actualmente los derechos de producción, emisión y distribución en inglés de la temporada.
  - Temporada 2 (2002) - Está doblada al castellano y ha sido emitida en España. NETFLIX tiene actualmente los derechos de producción, emisión y distribución en inglés de la temporada.
  - Temporada 3 (2003) - Está doblada al castellano y ha sido emitida en España. NETFLIX tiene actualmente los derechos de producción, emisión y distribución en inglés de la temporada.
  - Temporada 4 (2004) - Está doblada al castellano y ha sido emitida en España. NETFLIX tiene actualmente los derechos de producción, emisión y distribución en inglés de la temporada.
  - Temporada 5 (2005) - Está doblada al castellano y ha sido emitida en España. NETFLIX tiene actualmente los derechos de producción, emisión y distribución en inglés de la temporada.
  - Temporada 6 (2006) - Está doblada al castellano y ha sido emitida en España. NETFLIX tiene actualmente los derechos de producción, emisión y distribución en inglés de la temporada.
  - Temporada 7 (2007) - Está subtitulada al castellano y ha sido emitida por NETFLIX.
  - Temporada 8 (2014) - Está subtitulada al castellano y ha sido emitida por NETFLIX.
  - Temporada 9 (2015) - Está subtitulada al castellano y ha sido emitida por NETFLIX.
  - Temporada 10 (2016) - Está subtitulada al castellano y ha sido emitida por NETFLIX.
  - Temporada 11 (2017) - Está subtitulada al castellano y ha sido emitida por NETFLIX.
  - Temporada 12 (2018) - Está subtitulada al castellano y ha sido emitida por NETFLIX.
  - Temporada 13 (2019) - Estará subtitulada al castellano y será emitida por NETFLIX.

Trailer Park Boys, Especial de Navidad (2004) - Especial de la Navidad del 2004, también editado en DVD. Este especial ha sido doblado y emitido en España.
- Trailer Park Boys: La película (The Big Dirty) (2006) - Película producida por Ivan Reitman y dirigida por Mike Clattenburg que fue distribuida por Alliance Atlantis. Que se tenga conocimiento, no está doblada ni distribuida en España.
- Say Goodnight to the Bad Guys: A Trailer Park Boys Special (TV)  (2008).
- Trailer Park Boys: Countdown to Liquor Day (2009) - Segunda adaptación en formato largometraje de la popular serie canadiense del mismo nombre.
- Trailer Park Boys: Live at the North Pole (TV) (2014) - Bubbles y los otros chicos reciben una carta de un fan club de TPB presidente en Minneapolis, Minnesota para hacer un show en vivo en el Teatro del Estado para la Navidad.
- Trailer Park Boys: Live in F**kin' Dublin (TV) (2014) - Los chicos se dirigen a Irlanda después de ganar un concurso para ver Rush pero son detenidos por inmigración y deben desempeñar una función de títeres servicio a la comunidad.
- Trailer Park Boys: Don't Legalize It (2014).

```
Director
Mike Clattenburg
```

## Localizaciones
- Las primeras temporadas se rodaron en parques de caravanas reales. A partir de la quinta hicieron su propio parque por las quejas de los vecinos.

- - Primera Temporada: Woodbine Home Park, Beaver Bank, NS, Canadá (44.797381, -63.685857)
  - Segunda Temporada: Bethel Eve, Tufts Cove (44.679338, -63.591108)
  - Tercera Temporada: Timberlea Mini Home Park (44.644341, -63.708815)
  - Cuarta Temporada: Eastern Passage (44.622613, -63.477826)
  - Quinta Temporada - Séptima Temporada: Cole harbour (44.662195, -63.469407) (En Google maps ya no aparece pero en bing maps sí). Este es el trailer park creado por ellos con el vertedero de Ray, la Cárcel, etc.: http://binged.it/1nBWt46

El 4 de marzo de 2013, los tres actores principales (John Paul Tremblay, Robb Wells y Mike Smith) anuncian en su página web que han adquirido los derechos de la serie y que se disponen a rodar la octava temporada. El rodaje comenzó el 17 de julio y se emitirá solamente en formato en línea a través de su página web. También se confirma la vuelta de John Dunsworth y Sam Tarasco.

## Personajes
- "Bubbles" (Interpretado por Mike Smith)

Sin dudarlo es el personaje central de la serie, el más carismático, el nexo de unión principal entre Ricky y Julian y que convierte a la serie en no apta para prejuiciosos. Es de lejos el más inteligente de los tres. Su principal actividad es la "retirada" de carritos de Supermercado abandonados (que él mismo se encarga de hacer "desaparecer" del Supermercado y su reparación y venta), además del cuidado de gatos. Es fácilmente reconocible por sus grandes gafas. Aparentemente, su físico indica que padece algún tipo de trastorno mental, pero en la práctica es quien posee más sentido común, más valores, ética y más inteligencia de los tres. Vive en un cobertizo con sus gatos, de los que dice que son su única familia. Fue abandonado por sus padres a los cinco años con una vieja máquina de hacer burbujas de jabón (de ahí su mote "bubbles", traducido del inglés "burbujas"). No le gusta delinquir en absoluto, pero por sus amigos haría cualquier cosa. Es el personaje más entrañable y leal de la serie, en la que se puede ver como personas con algún tipo de deficiencia pueden ser protagonistas.
- Julian (Interpretado por John Paul Tremblay)

Uno de los personajes principales. En realidad, el documental que es grabado en la serie se centraba en él en un inicio. Es el más "cerebro" y líder del grupo y normalmente es el que determina los planes para salvar una situación o conseguir dinero, ya sea cultivando marihuana, robando, extorsionando, etc. Es propietario de una de las casas prefabricadas de Sunnyvale Trailer Park. Se gana la vida junto a Ricky robando y haciendo otras actividades delictivas. Cultiva el cuerpo de una manera casi obsesiva, y es inseparable su pendiente de oro, su cordón, su camiseta ajustada y su vaso con Ron y Coca-Cola, que lleva en todas sus apariciones, incluso en situaciones inexplicables y que en muchas de ellas le impiden ejecutar acciones aparentemente sencillas, si tuviese libres las dos manos (en según qué circunstancias, su habitual vaso es sustituido por otro tipo, jarra, vaso de plástico, botellín, etc, con diferentes bebidas).
- Ricky (Interpretado por Robb Wells)

El mejor amigo de Julian, aunque en un principio Julian lo niegue. Serán compañeros de "aventuras" durante la serie. Es de una inteligencia muy limitada con problemas de lectura, comprensión e interpretación de la realidad, ni siquiera tiene el graduado, pero es muy hábil cultivando marihuana y con los coches. En numerosas ocasiones sale malherido o la "pifia", echándole las culpas a otro (normalmente Cory, Trevor y Jacob). Compensa perfectamente el carácter taciturno de Julian, defendiéndose hábilmente de los policías, sabe cómo tratar con ellos, engañarlos con explicaciones rocambolescas gracias a la actitud convincente que emplea, siempre que vaya "colocado", y mientras creen haber encontrado una cosa Ricky los insta a que sigan cualquier otra pista falsa. Gracias a Ricky se han salvado más de una vez de ir a la cárcel.
Tiene problemas con su novia Lucy (Lucy Decoutere) junto con la que tiene una hija, Trinity  (Jenna Harrison). Además, su padre Ray (Barrie Dunn) es alcohólico, por lo que se verá obligado a dormir en el coche de Julian durante bastantes capítulos.
- Sr. Lahey (John Dunsworth)

Es el encargado de Sunnyvale Trailer Park. Hace las veces de responsable de seguridad y otros aspectos para mantener la comunidad junto con su ayudante Randy. Tiene multitud de encuentros "hostiles" con Julian y Ricky, debido a sus actividades delictivas. Antes de ser encargado, fue policía, expulsado por problemas con el alcohol. Es el exmarido de la dueña de Sunnyvale Trailer Park, Bárbara. En ocasiones se excede en su tarea, lo que provoca que mucha gente le odie. Su carácter homosexual aflora y mantiene una relación con su ayudante "Randy" durante la mayoría de la duración de la serie. 
- Randy (Patrick Roach)

Es el ayudante del Sr. Lahey. Es fácilmente reconocible por ir sin camisa, mostrando su abultada barriga. Tan sólo en un episodio lleva camisa. Intenta ser menos odiado que Lahey, pero el resto de habitantes no le tienen mucho aprecio. Algunos, como J-Roc, se meten mucho con su aspecto. A pesar de todo se le reconoce como muy buena persona. Mantiene una relación amorosa con Mr. Lahey, a quien siempre trata de usted.
- Cory (Cory Bowles) y Trevor (Michael Jackson)

Estos dos personajes siempre van juntos. Son también amigos del barrio, aunque normalmente despreciados por la gente, que piensa que son estúpidos. A pesar de ello suelen estar en los líos de los protagonistas, aunque suelen encargarse del trabajo sucio, ya que Julian y Ricky no quieren arriesgarse a que les capture la policía, al estar con la condicional. Suelen cagarla casi siempre, de ahí su fama de estúpidos en Sunnyvale. Por otro lado, sirven siempre como cabeza de turco para cualquier problema, aunque no lo hayan causado ellos.
- J-Roc (Jonathan Torrens)

Es un rapero amigo de Julian, Ricky y Bubbles. Él y su pandilla (Tyrone, DVS, etc) se llevan bien con los protagonistas, ayudándoles en numerosas ocasiones y viceversa. Él y Tyrone son conocidos por su habilidad comercial, pueden conseguir cualquier cosa en muy pocas horas, sobre todo, drogas y prostitutas.
- Sarah (Sarah Dunsworth)

Amiga del grupo aparece en casi todos los capítulos, sobre todo, aclarando y explicando cómo son los personajes. En un principio vive con Lucy, mientras que Ricky está en la cárcel. La actriz es hija de John Dunsworth, el Sr Lahey.
- Donnie (Mike Smith)

Un personaje al que sólo se le escucha gritar como reacción a diversos eventos que pueden tener o no relación con él o su caravana y con excepciones como pueden ser la mayoría de tiroteos o accidentes de coche que ocurren en el parque. Su voz está interpretada por Mike Smith, quien principalmente interpreta a Bubbles. Su primera aparición en pantalla ocurre en la temporada 11, aunque no se le ve la cara.
- Cameos o colaboraciones:

-Sebastian Bach (Skid Row)
-Snoop Dogg
-Tom Arnold
-Verne Troyer
-Dennis Rodman
-Alex LIfeson (RUSH)
-Etc.